# Francis Delbeke
Pour les articles homonymes, voir Delbeke.
Le baron Francis Delbeke, né à Anvers le 30 janvier 1888 et mort à Sambreville le 17 mars 1980, docteur en droit, docteur en histoire, est un avocat, banquier, littérateur, historien et amateur d’art belge.
Il est le fils du ministre catholique des Travaux publics et de l’Agriculture de Léopold II, le baron Auguste Delbeke.
Après des humanités chez les Jésuites au collège Saint-Jean-Berchmans et des études de droit à l’université catholique de Louvain il commence son stage d’avocat en 1910 chez maître Smeesters du barreau d’Anvers. C’est cette même année qu’il épouse une jeune femme de religion protestante, Emmy Eiffe, une descendante de l'armateur bruxellois Lambert Straatman.

## Sa carrière bancaire
En 1923, Francis Delbeke commence une carrière financière auprès de la Banque commerciale de Belgique continuatrice de la Banque Hauptmann.
À la suite de la liquidation de la Banque commerciale de Belgique, il prend en 1926 la succession de son père comme administrateur de la Caisse hypothécaire belge. On le retrouve également comme administrateur d’une multitude d’autres sociétés financières.
Mais, comme l’écrit Valérie Montens, « Homme d’affaires comme son père ou son frère Charles, la véritable passion de Francis Delbeke est en réalité l’art ».

## L’amateur d’art et le mécène
Amateur de peinture, il s’était constitué une importante collection privée.
Il était lié d’amitié avec le peintre futuriste anversois d’origine allemande Jules Schmalzigaug qui peignit un portrait cubiste de Francis Delbeke, portrait qui est désormais bien connu des visiteurs du musée des Beaux-Arts de Bruxelles.
Il encouragea la vie picturale anversoise en devenant membre du conseil d’administration du musée des Beaux-Arts d’Anvers et du musée Mayer Van den Bergh.

## Le bibliophile
En 1930, il fut choisi pour présider au département livres d’art lors de l’Exposition internationale d’Anvers.
Sa bibliothèque consacrée au livre du XVIIIe siècle était réputée.

## L’œuvre littéraire
Il s’intéressait particulièrement à divers aspects de l’histoire du XVIIIe siècle, à la Révolution française et au rôle des avocats et de la franc-maçonnerie dans celle-ci.

## Ses publications
- Le Barreau à la fin de l’ancien-régime, conférence du jeune barreau d’Anvers, 1920.
- L’Action politique et sociale des avocats au XVIIIe siècle. Leur part dans la Révolution française, Louvain-Paris, 1927.
- À travers les origines de la nationalité belge, Bruxelles, 1930.
- La franc-maçonnerie et la Révolution française et autres essais sur le XVIIIe siècle, Anvers, 1938.
- Soixante-dix modestes réflexions d’un septuagénaire 1888-1958, 1958.

## Sources bibliographiques
- Who’s who in Belgium, Bruxelles, 1959, p. 168.
- Sophie Fautier, Le Livre de raison de Sophie Fautier, continué jusqu'à nos jours par un de ses descendants, Bruxelles, 1988 (à l'occasion du centenaire du décès de Lambert Straatman).
- Valérie Montens, notice « Delbeke, Francis », dans, Dictionnaire des patrons de Belgique, Bruxelles, 1996.
- André de Walque, "Straatman", dans Le Parchemin, bulletin de l'Office généalogique et héraldique de Belgique, janvier-février 1990, n° 265, p. 76.
- Félix de Walque, Liber memorialis familiae de Walque, Bruxelles, 1964, p. 111.
- Koerner, Deutsche Geschlechterbuch - Burgerlische Familien, Hamburger Geschlechterbuch, sub verbo Eiffe, édition Starke, Görlitz, 1914.